# Cantón de Arras-Oeste
El cantón de Arras-Oeste era una división administrativa francesa, que estaba situada en el departamento de Paso de Calais y la región de Norte-Paso de Calais.

## Composición
El cantón estaba formado por una fracción de la comuna que le daba su nombre:
- Arras (fracción)

## Supresión del cantón de Arras-Oeste
En aplicación del Decreto n.º 2014-233 de 24 de febrero de 2014, el cantón de Arras-Oeste fue suprimido el 22 de marzo de 2015 y la fracción de la comuna que le daba su nombre se unió con las demás fracciones para que, por medio de una reestructuración cantonal, fueran creados los nuevos cantones de Arras-1, Arras-2 y Arras-3.